# 感染症サーベイランス
感染症サーベイランス（かんせんしょうサーベイランス）は、感染症の発生状況を調査・集計することにより、感染症の蔓延と予防に役立てるシステムのことである。この集計により、広く感染症に関する研究を行っている。日本では1981年より開始された。

## 日本のサーベイランスシステム

### サーベイランス調査機関
- 国立感染症研究所感染症情報センター
- 地方衛生研究所
- 保健所

### 把握方法の種類
感染症の流行を把握するためには情報収集が欠かせない。ここでは情報収集の方法について説明する。

#### 疾病サーベイランス
感染症発生動向調査とも呼ばれる。1類・2類感染症などの意味と指定疾患は感染症法を参照のこと。
全数把握
1類 - 4類の感染症および侵襲性髄膜炎菌感染症、風しん、麻しんの場合は氏名・年齢・性別を含め直ちに保健所長を経由して都道府県知事に届ける。その他の指定疾患は個人情報を隠して7日以内に保健所長を経由して都道府県知事に伝えることになっている。
定点把握
調査拠点を設けて把握するもの。小児科定点、インフルエンザ定点(内科+小児科)、STD定点、眼科定点、病院定点の種類がある。この調査は5類感染症の指定疾患が対象である。個人情報を隠して週または月単位で保健所長を経由して都道府県知事に伝えることになっている。

### 調査報告の種類
情報収集した後は、保健所、感染症情報センター、地方衛生研究所や検疫所などのネットワークにより情報を解析した後、公表しなければならない。ここでは公表方法の種類について解説する。
IDWR(infectious disease weekly report)、感染症発生動向調査 週報
感染症新法に基づき、感染症新法に指定された疾患の集計を行う。全数把握と定点把握がある。
IASR（infectious agents surveillance report)、病原微生物検出情報 月報
検疫所・地方衛生研究所にて最新の病原体検出の集計を行う。
NESVPD（National Epidemiological Surveillance of Vaccine-Preventable Diseases)、感染症流行予測調査
地方衛生研究所にて集団免疫の現況把握の調査を行い、予防接種事業の効果的な運用と疾病の流行を長期的に予測することを目的としている。

## 世界のサーベイランスシステム
世界保健機関（WHO）、アメリカ疾病予防管理センター（CDC）、各国の研究機関との情報ネットワークが構築されている。ただし、このシステムは各国の公的報告に基づくサーベイランスシステムであるため、参加政府機関の提供する情報の速度と信頼性に大きく左右されてしまうという欠点がある。